# Braulio Rodríguez Plaza
Braulio Rodríguez Plaza (* 27. ledna 1944, Aldea del Fresno, Madrid) je španělský římskokatolický duchovní, emeritní arcibiskup toledský a primas španělský.

## Život
Narodil se 27. ledna 1944 v Aldea del Fresno. Studoval v kněžském semináři v Madridu a na Papežské univerzitě Comillas získal licenciát z teologie. Na kněze byl vysvěcen 3. dubna 1972 kardinálem Vicentem Enriquem y Tarancónem. Po vysvěcení byl jmenován knězem dvou farností, vice-knězem farnosti San Miguel de Carabanchel a farářem San Fulgencio v Madridu. Později působil jako formátor vyššího madridského semináře.
Poté, co strávil dva roky v Jeruzalémě, získal na Biblické škole titul z Písma svatého.
Dne 6. listopadu 1987 byl papežem Janem Pavlem II. jmenován biskupem Osmi-Sorii. Biskupské svěcení přijal 20. prosince 1987 z rukou arcibiskupa Maria Tagliaferriho a spolusvětiteli byli kardinál Ángel Suquía Goicoechea a arcibiskup Teodoro Cardenal Fernández. Z fakulty v Burgosu získal doktorát v oboru biblická teologie.
Dne 12. května 1995 byl přeložen do diecéze Salamanca. Dne 28. srpna 2002 byl ustanoven metropolitním arcibiskupem valladolidským. Poté byl 16. dubna 2009 ustanoven arcibiskupem Toleda. Dne 29. června 2009 převzal od papeže Benedikta XVI. pallium. Dne 27. prosince 2019 přijal papež František jeho rezignaci z důvodu dosažení věkového limitu a jmenoval jeho nástupce.